# Сорбетс (Жер)
Сорбе́тс (фр. Sorbets) — коммуна во Франции, находится в регионе Юг — Пиренеи. Департамент — Жер. Входит в состав кантона Ногаро. Округ коммуны — Кондом.
Код INSEE коммуны — 32437.

## География

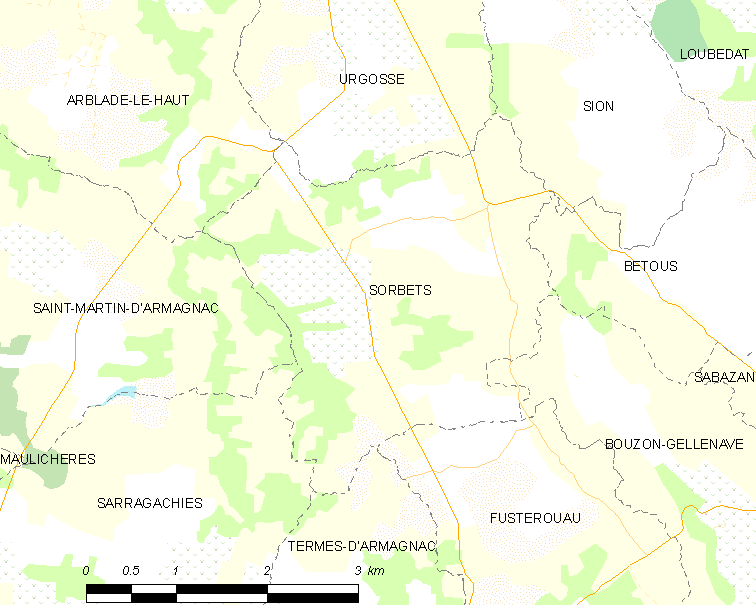
Карта коммуны

Коммуна расположена приблизительно в 600 км к югу от Парижа, в 120 км западнее Тулузы, в 50 км к западу от Оша.
На востоке коммуны протекает река Миду.

## Климат
Климат умеренно-океанический. Лето жаркое и немного дождливое, температура часто превышает 35 °С. Зимой часто бывает отрицательная температура и ночные заморозки. Годовое количество осадков — 700—900 мм.

## Население
Население коммуны на 2010 год составляло 210 человек.
| 1962 | 1968 | 1975 | 1982 | 1990 | 1999 | 2010 |
| ---- | ---- | ---- | ---- | ---- | ---- | ---- |
| 237  | 224  | 238  | 191  | 203  | 194  | 210  |

## Администрация
| Период | Период | Фамилия       | Партия | Примечания |
| ------ | ------ | ------------- | ------ | ---------- |
| 2001   | 2008   | Мадлен Гаспен |        |            |
| 2008   | 2020   | Лоран Ламот   |        |            |

## Экономика
В 2010 году среди 122 человек трудоспособного возраста (15-64 лет) 86 были экономически активными, 36 — неактивными (показатель активности — 70,5 %, в 1999 году было 70,0 %). Из 86 активных жителей работали 82 человека (46 мужчин и 36 женщин), безработных было 4 (1 мужчина и 3 женщины). Среди 36 неактивных 6 человек были учениками или студентами, 20 — пенсионерами, 10 были неактивными по другим причинам.